# Tit Livij
Tit Livij (latinsko Titus Livius), rimski zgodovinar, * okoli 59 pr. n. št., Padova, † 17 n. št. (nekateri trdijo drugače).
Izučil se je za retorika in filozofa. Od leta 29 pr. n. št. je živel v Rimu. Okrog leta 8 je bil učitelj poznejšega cesarja Klavdija. Njegovo največje in najpomembnejše delo je Zgodovina Rima, ki je obsegala 142 knjig. Ohranilo se jih je 35, vsebina preostalih pa je znana le delno. Pisal je nepolitično, osebno. Ukvarjal se je z vplivom značajev na potek zgodovine. Poleg Salustija in Tacita velja za največjega rimskega zgodovinarja.